# Gaetano Sateriale
Gaetano Sateriale (Ferrara, 5 giugno 1951) è un politico, sindacalista e saggista italiano, sindaco di Ferrara dal 1999 al 2009.

## Biografia
Figlio di Noemi Vancini e Giuseppe Sateriale, dopo aver studiato al Liceo Ariosto della sua città si è laureato in scienze politiche all'Università di Bologna con Paolo Leon ed è stato esercitatore all'Istituto di Storia Contemporanea di Ferrara, diretto da Giorgio Rochat. Qui ha pubblicato i suoi primi lavori di ricerca sull'economia ferrarese e sulla politica della casa in Italia (Zanichelli). Nel 1975 si è iscritto al Partito Comunista Italiano, nel 1977 è stato assunto dalla Camera del lavoro di Ferrara, con l'incarico di costituire l'Ufficio Studi. Nel 1980 è diventato Segretario Provinciale del Sindacato Chimici della CGIL, nel 1984 diviene Segretario Regionale e nel 1987 viene chiamato a dirigere, a Roma, il Dipartimento Industria e Contrattazione della CGIL.
Nel 1992 è entrato nella segreteria nazionale del Sindacato Metalmeccanici (Fiom), come responsabile dell'Ufficio Contrattazione. Nelle elezioni comunali del 13 giugno 1999 viene eletto sindaco di Ferrara al primo turno con il 54,6% dei voti. Viene riconfermato nelle consultazioni del 12 e 13 giugno 2004 dove ottiene al primo turno il 54,4% dei consensi. Resta in carica sino al 22 giugno 2009. Dal 2010 si occupa di politica industriale per la Cgil nazionale, in stretta collaborazione con Susanna Camusso. Dal 2011 al 2013 è Coordinatore della Segreteria Generale della Cgil. Poi responsabile del Piano del Lavoro della Cgil e direttore editoriale della casa editrice della Cgil Ediesse. Fino al 2020 ha diretto il dipartimento Cultura e Memoria per lo Spi Cgil Nazionale. È stato Presidente dell'Associazione Nuove Ri-Generazioni fondata dalla Fillea (Edili e Affini) Cgil e dallo Spi. Oggi, da pensionato, collabora con Il Diario del Lavoro, ASviS e Riabitare l'Italia.

### Vita privata
Nipote del regista ferrarese Florestano Vancini e dell'ex sindaco di Ferrara Giovanni Buzzoni, deputato nella VI e VII legislatura, è genero dell'ex diplomatico, saggista e giornalista Sergio Romano.

## Opere
- Collaborazione con Sergio Cofferati nei testi del libro A ciascuno il suo mestiere, Dalai Editore, 1997. ISBN 978-88-84-90532-1.
- Contrattare in azienda. Come scegliere gli obiettivi giusti e come negoziarli, Edit Coop, 1999. ISBN 978-88-87-36704-1.
- Con Roberto Mania, Relazioni pericolose. Sindacati e politica dopo la concertazione, il Mulino, 2002. ISBN 978-88-15-09025-6.
- Mente locale: un sindaco nel paese in frantumi, Bompiani, 2011.
- Tutti i colori dello zucchero, romanzo Bompiani, 2014. ISBN 978-88-45-27730-6.
- Come il welfare crea lavoro. Guida per contrattare nel territorio, LiberEtà, 2016. ISBN 978-88-97-50735-2.
- Solidarietà. Storia di un'idea, LiberEtà, 2017.
- Dai banchi e dalle officine, romanzo EDIESSE, 2018.
- Profondo lago, romanzo FUTURA, 2022.